# NGC 4904
NGC 4904 је спирална галаксија у сазвежђу Девица која се налази на NGC листи објеката дубоког неба.
Деклинација објекта је - 0° 1' 37" а ректасцензија 13h 0m 58,5s. Привидна величина (магнитуда) објекта NGC 4904 износи 12,1 а фотографска магнитуда 12,8. NGC 4904 је још познат и под ознакама UGC 8121, MCG 0-33-26, MK 1341, CGCG 15-55, IRAS 12584+0014, PGC 44846.